# Гайденбург
Гайденбург (нім. Heidenburg) — громада в Німеччині, розташована в землі Рейнланд-Пфальц. Входить до складу району Бернкастель-Віттліх. Складова частина об'єднання громад Тальфанг.
Площа — 9,49 км2. Населення становить 706 ос. (станом на 31 грудня 2020).